# Dhaka Racing
Dhaka Racing là tựa game đua xe do hãng eSophers Ltd phát triển và phát hành. Bản chơi thử được phát hành vào ngày 2 tháng 3 năm 2002 dành cho Microsoft Windows, và bản thương mại được phát hành vào ngày 12 tháng 1 năm 2003; đây là tựa game 3D đầu tiên được phát triển ở Bangladesh. Trò chơi lấy bối cảnh trên đường phố thủ đô Dhaka của Bangladesh.
Phiên bản cuối cùng của trò chơi được phát hành tại Hội chợ Máy tính Hội Máy tính Bangladesh (BCS), Trung tâm Hội nghị Quốc tế Bangabandhu (BICC), Agargaon vào ngày 12 tháng 1 năm 2003. Đích thân tổng thống Bangladesh Iajuddin Ahmed đã trao Giải thưởng Sản phẩm Xuất sắc nhất cho tựa game này trong hội chợ đó.

## Lối chơi
Trò chơi có sự xuất hiện của một số đường phố nổi tiếng và sầm uất tại Dhaka. Người chơi sẽ lựa một trong 8 loại xe cộ khác nhau bao gồm các phương tiện truyền thống của Bangladesh, chẳng hạn như xe kéo và xe lam. Người chơi chọn bốn địa điểm khác nhau để đua: Đại lộ Manik Mia, Chandrima/Zia Uddyan, khu vực Công viên Ramna hoặc đường băng của Sân bay quốc tế Zia, cùng với một đường đua đặc biệt – khu vực Sân bay quốc tế Osmani ở Sylhet. Người chơi cũng có thể lựa chọn điều kiện thời tiết. Có mục chơi mang tên Rickshaw Mania cho phép người chơi tranh tài vòng đua với tư cách là người lái xe kéo với những chiếc xe kéo khác.

## Phát triển
Ashik Noon và Adnan Karim là những người sáng lập, nhà thiết kế chính và lập trình viên của trò chơi này; thời điểm phát triển game, họ đang là sinh viên năm cuối ngành khoa học máy tính và kỹ thuật tại Đại học North South. Noon và Karim đã chụp 500 bức ảnh về nhiều con phố khác nhau ở Dhaka để làm cho game trở nên hiện thực hơn. Mô hình đồ họa được thực hiện thông qua chương trình Autodesk 3ds Max trong khi logic, trí tuệ nhân tạo, chuyển động của phương tiện và hành vi của trò chơi lập trình bằng Visual C++.

Ashik Noon và Adnan Karim trao tặng đĩa CD trò Dhaka Racing cho Tổng thống A. Q. M. Badruddoza Chowdhury

## Đón nhận
Ban đầu, phiên bản chơi thử của game phát hành vào tháng 3 năm 2002. Vài tháng sau, vào ngày 12 tháng 1 năm 2003, phiên bản đầy đủ được tung ra thị trường. Dhaka Race đã nhận về sự hoan nghênh rộng rãi và đi tiên phong trong ngành công nghiệp trò chơi điện tử 3D của Bangladesh. Trò chơi này đã được trao giải thưởng Sản phẩm Xuất sắc nhất tại Hội chợ Máy tính BCS 2003. Để bảo vệ game khỏi nạn vi phạm bản quyền, các nhà phát triển về sau chỉ cho phép tải game trực tuyến thông qua thanh toán. Tổng thống Bangladesh, khi đó là Tiến sĩ A. Q. M. Badruddoza Chowdhury, cũng trao giải thưởng đặc biệt cho Noon và Karim vì phát triển tựa game 3D đầu tiên ở nước này.